# Televators
Televators är en andra singeln från albumet De-Loused in the Comatorium av den progressiva rockgruppen The Mars Volta.

## Låtar
1. "Televators" (Edit)
2. "Take the Veil Cerpin Taxt" [Live XFM Session]
3. "Televators" (Video)